# O Último Cine Drive-in
O Último Cine Drive-in é um filme brasileiro de comédia dramática lançado em 2015 dirigido por Iberê Carvalho. É estrelado pelos atores Othon Bastos e Breno Nina, e segue a história de Marlombrando (Breno Nina) que após ser obrigado a voltar à sua cidade natal, Brasília, devido a doença de sua mãe, insiste em manter vivo um Cine Drive-in.

## Sinopse
Marlombrando (Breno Nina) é um jovem que após um tempo fora de sua cidade natal, Brasília, se vê obrigado a voltar por causa da doença de sua mãe, Fátima (Rita Assemany). De volta à cidade, ele reencontra seu pai, Almeida (Othon Bastos), que é o dono do Cine Drive-in, um cinema que já não faz mais tanto sucesso como na década de 70 mas ele insiste em manter vivo. Agora, o cinema está ameaçado a ser demolido e a doença de Fátima se agravando, eles dois vão precisar se unir e tentar reviver o passado.

## Elenco
- Othon Bastos ... Almeida
- Breno Nina ... Marlombrando
- Rita Assemany ... Fátima
- Chico Sant'anna ... Zé
- Fernanda Rocha ... Paula
- Rosanna Viegas ...Dra. Fernanda Espíndola
- Zecarlos Machado ... Eugênio Barbosa
- Vinícius Ferreira ... Luís
- André Deca ... Aldo

## Recepção
O Último Cine Drive-in teve uma boa recepção entre os críticos de cinema. No site AdoroCinema o filme detém uma média de 3,8 estrelas de 5 com base em 15 publicações da imprensa.
Luiz Carlos Merten, do Estado de São Paulo avaliou o filme postivamente: "O Último Cine Drive-in é daqueles filmes que, se você quiser procurar os defeitos, vai encontrar. E daí? Na arte como na vida, se o filme propõe algum elogio, é o da imperfeição. Sempre foi assim no cinema brasileiro, e não por complexo de inferioridade."
Inácio Araújo, da Folha de S.Paulo também elogiou o filme escrevendo: "O filme joga na alternância da vida e da morte, na alegria da perpetuação (da espécie, mas também do cinema), na angústia da transitoriedade. Mas também, além disso ou junto com isso, toda a produção converge para um instante, para a importância do instante capaz de eternizar o transitório."
Daniel Schenker, do O Globo, escreveu: "O filme possui qualidades consideráveis. Além de chamar atenção para uma realidade alarmante, o filme conta com atuações satisfatórias [...] e ótima direção de arte."
Já Robledo Milani, do Papo de Cinema, avaliou o filme negativamente escrevendo: "Se as tintas fortes que o cineasta emprega para pintar seu quadro não forem suficientes, há mais uma série de clichês que vão se acumulando durante o desenrolar do enredo."

## Principais prêmios e indicações
| Ano  | Assossiações                                      | Categoria                     | Nomeações                                  | Resultado | Ref.  |
| ---- | ------------------------------------------------- | ----------------------------- | ------------------------------------------ | --------- | ----- |
| 2014 | Festival do Rio                                   | Melhor Atriz Coadjuvante      | Fernanda Rocha                             | Venceu    | [ 8 ] |
| 2015 | Festival Guarnicê de Cinema                       | Melhor Trilha Sonora          | Sascha Kratzer                             | Venceu    |       |
| 2015 | Beijing International Film Festival               | Melhor Filme                  | Iberê Carvalho                             | Indicado  |       |
| 2015 | Cine Las Americas International Film Festival     | Melhor Filme                  | Iberê Carvalho                             | Venceu    |       |
| 2015 | Festival de Cine Latinoamericano de La Plata      | Melhor Fiilme                 | Iberê Carvalho                             | Indicado  |       |
| 2015 | Festival de Cine Latinoamericano Rosario          | Melhor Filme                  | Iberê Carvalho                             | Indicado  |       |
| 2015 | Festival de Cinema de Gramado                     | Melhor Longa Metragem em 35mm | Iberê Carvalho                             | Venceu    | [ 9 ] |
| 2015 | Festival de Cinema de Gramado                     | Melhor Ator                   | Breno Nina                                 | Venceu    | [ 9 ] |
| 2015 | Festival de Cinema de Gramado                     | Melhor Atriz Coadjuvante      | Fernanda Rocha                             | Venceu    | [ 9 ] |
| 2015 | Festival de Cinema de Gramado                     | Melhor Direção de Arte        | Maíra Carvalho                             | Venceu    | [ 9 ] |
| 2015 | Festival de Cinema de Gramado                     | Melhor Música Original        | Sascha Kratzer, Bruno Berê e Zepedro Gollo | Indicado  | [ 9 ] |
| 2015 | Rencontres du Cinéma Sud - Américain de Marseille | Melhor Atriz                  | Fernanda Rocha                             | Venceu    |       |
| 2015 | Zanzibar International Film Festival              | Melhor Filme                  | Iberê Carvalho                             | Indicado  |       |